# مغلاق
المغلاق ( المسّاك ) Latch

دائرة المغلاق هي نوع من عناصر التخزين ثنائية الاستقرار والتي عادة ما توضع في تصنيف منفصل عن دوائر القلابات فالمغاليق من حيث طبيعة العمل تشبه دوائر القلابات لأنها عنصر ثنائي الاستقرار يمكن وضعه في إحدى حالتي الاستقرار بواسطة نظام التغذية الخلفية والذي فيه يوصل الخرج خلفياً إلى الدخل المعاكس والفرق الرئيس بين المغاليق والقلابات هو في الطريقة المستخدمة لتغيير حالتي الاستقرار فقط .
قلابات
والمغلاق (Latch) هو نوع من المذبذب متعدد الذبذبات ثنائي الاستقرار (Bistable Multi - vibrator) يوضح الشكل ( 3-1 ) الرمز المنطقي لدائرة المغلاق من النوع ( S – R ) ومنه يتضح وجود مدخلين يرمز لأحدهما بالرمز S ويعرف بالمدخل الفعال أو مدخل الوضع في الحالة "1" (Set Input) ويرمز للأخر بالرمز R ويعرف بالمدخل غير الفعال أو مدخل الوضع في الحالة "0" (Reset Input) كما يوجد لها مخرجين يرمز لأحدهما بالرمز Q ويعرف بالمخرج الطبيعي ويرمز للأخر بالرمز Qˉ ويعرف بالمخرج المتمم .
ويقال أن دائرة المغلاق في حالة فعالة أو نشطة (Set Condition) عندما يكون 0 = Qˉ ، 1 = Q ويقال أنها في حالة غير فعالة أو خاملة (Reset Condition) عندما يكون 1 = Qˉ ، 0 = Q ومن التعريف الأساس للمغلاق نجد أنه عندما نؤثر على المدخل S بالمستوى المنطقي ( 1 ) يكون المستوى المنطقي للخرج
1 = Q ( الحالة الفعالة ) بغض النظر عن حالة Q السابقة وفي نفس الوقت يكون المستوى المنطقي للخرج 0 = Qˉ . وإذا أثرنا على الدخل R بالمستوى المنطقي
0 = Q الحالة ( الغير فعالة ) بينما يكون المستوى المنطقي للخرج 1 = Qˉ أما إذا أثرنا على كل من S,R في نفس الوقت بالمستوى المنطقي ( 1 ) فإن مستوى الخرج المنطقي لا يمكن التنبؤ به (unpredictable) ويجب محاولة تفادي ذلك حتى نتجنب الخلل في عمل دائرة المغلاق .
ويمكن بناء دائرة المغلاق S-R من بوابتي NOR باستخدام خاصية التغذية الخلفية المرتدة من مخرج إحدى البوابتين إلى مدخل البوابة الأخرى كما هو موضح في الشكل ( 3-2 )
ونظراً لأن المستوى المنطقي الفعال لبوابة NOR هو 1 ( أي مستوى الدخل الذي يحدث عنده تغير في حالة الخرج ) لذا فإن جدول الحقيقة لدائرة المغلاق في هذه الحالة يأخذ الصورة الموضحة في جدول ( 3-1 ) وتسمى الدائرة في هذه الحالة بدائرة المغلاق ذو المداخل الفعالة العالية (Active High Inputs) .
وبالنظر إلى جدول الحقيقة الموضح يمكننا ملحوظة الآتي :
1-	عند وجود المستوى المنطقي ( 0 ) على المدخلين S,R في نفس الوقت لا تتغير حالة المغلاق أي تظل قيمة الخرج ( Q ) كما هي ( السطر الأول في جدول الحقيقة ) ويعرف هذا الوضع بوضع الإمساك أو عدم التغيير .
2-	عندما يتغير المستوى المنطقي على الدخل R من ( 0 ) إلى ( 1 ) يتغير المستوى المنطقي للخرج Q إلى ( 0 ) أي إن 0 = Q ( الحالة الغير فعالة ) كما في السطر الثنائي في الجدول أما إذا كان الخرج 0 = Q أصلاً فيظل كما هو بدون تغيير.
3-	عندما يتغير المستوى المنطقي على الدخل S من ( 0 ) إلى ( 1 ) تتغير قيمة المستوى المنطقي على الخرج Q من ( 0 ) إلى ( 1 ) أي أن 1 = Q ( الحالة فعالة ) كما في السطر الثالث في الجدول أما إذا كان الخرج 1 = Q أصلاً فيظل كما هو بدون تغير .
4-	غير مسموح بوجود المستوى المنطقي ( 1 ) على المدخلين S,R في نفس الوقت نظراً لأنه يمثل الحالة الفعالة للبوابة NOR ومن ثم تصير المخارج في هذه الحالة غير معرفة كما في السطر الأخير من الجدول .
5-	حالة المخارج تتغير فقط عندما تتغير المداخل وتحتفظ المخارج بحالتها بدون أي تغير إذا ظلت المداخل بدون تغير أي أن دائرة المغلاق تمسك على حالة معينة إذا لم تتغير المداخل ومن ثم قيل أن لها خاصية الاحتفاظ بالبيانات بصفة مؤقتة .
ويمكن بناء دائرة المغلاق من بوابتي NAND كم في الشكل ( 3-3 ) ونظراً لأن المستوى الفعال لبوابة NAND هو ( 0 ) لذا فإن جدول الحقيقة في هذه الحالة يأخذ الصورة الموضحة في جدول ( 3-2 ) وتسمى الدائرة في هذه الحالة بدائرة المغلاق ذو المداخل الفعالة المنخفضة (Active Low Inputs) .
وبالنظر إلى جدول الحقيقة الموضح يمكننا ملحوظة الآتي :
1-	وجود المستوى المنطقي ( 1 ) على المدخلين في نفس الوقت لا يغير حالة دائرة المساك ويظل المخرج Q كما هو ( السطر الأخير ) .
2-	عندما يكون المستوى المنطقي على المدخل Sˉ = 0, المدخل 1= Rˉ يتغير المستوى المنطقي للخرج إلى ( 1 ) كما في السطر الثاني من الجدول ، أما إذا كان الخرج 1=Q أصلاً فيظل كما هو بدون أي تغيير .
3-	عندما يكون المستوى المنطقي على المدخل Sˉ = 1 ، المدخل 0= Rˉ يتغير المستوى المنطقي للخرج إلى ( 0 ) ، ( انظر السطر الثالث من الجدول ) أما إذا كان الخرج 0 = Q أصلاً فيظل كما هو بدون تغير .
4-	غير مسموح بوجود المستوى ( 0 ) على المدخلين في نفس الوقت نظراً لأنه يمثل المستوى الفعال لبوابة NAND ومن ثم فإن حالة المخارج تكون غير معروفة .
الشكل ( 3-3 ) يوضح الرمز المنطقي ( Logic Symbol) لدائرة المغلاق ذو المداخل الفعالة العالية ودائرة المغلاق ذو المداخل الفعالة المنخفضة .
المثال التالي يوضح كيفية عمل دائرة المغلاق ذو المداخل الفعالة المنخفضة وذلك عن طريق وضع نبضات على كل من Sˉ ، Rˉ وملاحظة شكل المخرج ( Q) وسوف نتجنب وضع 0= Rˉ ، Sˉ = 0 حيث إن حالة الخرج لا تكون معروفة في هذه الحالة .
مثال 1-3 :
إذا كان شكل نبضات الدخل لكل من Sˉ ، Rˉ في شكل ( 3-5 ) أرسم شكل نبضات الخرج (Q) بفرض أن الحالة التي عليها خرج Q قبل تطبيق أول نبضه لكلا الدخلين هي Q=0 .